# Amsterdam Panthers
Gli Amsterdam Panthers sono una squadra di football americano di Amsterdam, nei Paesi Bassi.

## Storia
La squadra è stata fondata nel 2000 col nome di Amstelland Panthers e ha partecipato alla EFAF Atlantic Cup. Dal 2017 hanno modificato il loro nome in "Amsterdam Panthers".

## Dettaglio stagioni

### Tornei nazionali

#### Eredivisie
| Stagione | regular season | regular season | regular season | regular season | regular season | regular season | playoff | playoff | playoff | playoff | playoff | playoff    | playoff             |
|          | Vin            | Par            | Per            | Tot            | PF             | PS             | Vin     | Per     | Tot     | PF      | PS      | risultato  | avversaria          |
| -------- | -------------- | -------------- | -------------- | -------------- | -------------- | -------------- | ------- | ------- | ------- | ------- | ------- | ---------- | ------------------- |
| 2013     | 6              | 0              | 2              | 8              | 175            | 155            | 0       | 1       | 1       | 20      | 27      | Semifinale | Amsterdam Crusaders |
| 2014     | 2              | 0              | 5              | 7              | 89             | 121            | -       | -       | -       | -       | -       | -          | -                   |
| 2015     | 3              | 0              | 7              | 10             | 135            | 156            | -       | -       | -       | -       | -       | -          | -                   |
| 2016     | 0              | 0              | 8              | 8              | 0              | 160            | -       | -       | -       | -       | -       | -          | -                   |
| Totale   | 11             | 0              | 22             | 33             | 399            | 592            | 0       | 1       | 1       | 20      | 27      |            |                     |

Fonti:  Sito Eurobowl.info, su eurobowl.efaf.info (archiviato dall'url originale il 19 ottobre 2017).

#### Eerste Divisie
| Stagione | regular season | regular season | regular season | regular season | regular season | regular season | playoff | playoff | playoff | playoff | playoff | playoff         | playoff     |
|          | Vin            | Par            | Per            | Tot            | PF             | PS             | Vin     | Per     | Tot     | PF      | PS      | risultato       | avversaria  |
| -------- | -------------- | -------------- | -------------- | -------------- | -------------- | -------------- | ------- | ------- | ------- | ------- | ------- | --------------- | ----------- |
| 2018     | 6              | 0              | 4              | 10             | 158            | 100            | -       | -       | -       | -       | -       | -               | -           |
| 2019     | 7              | 0              | 0              | 7              | 199            | 19             | 1       | 1       | 2       | 16      | 21      | Runners-Up Bowl | 010 Trojans |
| Totale   | 13             | 0              | 4              | 17             | 357            | 119            | 1       | 1       | 2       | 16      | 21      |                 |             |

Fonti:  Sito Eurobowl.info, su eurobowl.efaf.info (archiviato dall'url originale il 19 ottobre 2017).

### Tornei internazionali

#### EFAF Atlantic Cup
| Stagione | regular season | regular season | regular season | regular season | regular season | regular season | playoff | playoff | playoff | playoff | playoff | playoff     | playoff           |
|          | Vin            | Par            | Per            | Tot            | PF             | PS             | Vin     | Per     | Tot     | PF      | PS      | risultato   | avversaria        |
| -------- | -------------- | -------------- | -------------- | -------------- | -------------- | -------------- | ------- | ------- | ------- | ------- | ------- | ----------- | ----------------- |
| 2009     | -              | -              | -              | -              | -              | -              | 1       | 1       | 2       | 60      | 9       | Terzo posto | Dudelange Dragons |
| Totale   | -              | -              | -              | -              | -              | -              | 1       | 1       | 2       | 60      | 9       |             |                   |

Fonti:  Sito Eurobowl.info, su eurobowl.efaf.info (archiviato dall'url originale il 19 ottobre 2017).

### Riepilogo fasi finali disputate
| Anno           | Luogo     | Evento            | Fase del torneo      | Incontro                                 | Risultato |
| 28 giugno 2009 | Bruxelles | EFAF Atlantic Cup | Finale 3º - 4º posto | Amsterdam Panthers - Dudelange Dragons   | 60 - 0    |
| 23 giugno 2013 |           | Eredivisie        | Semifinale           | Amsterdam Crusaders - Amsterdam Panthers | 27 - 20   |
| 6 luglio 2019  |           | Eerste Divisie    | Runners-Up Bowl      | Amsterdam Panthers - 010 Trojans         | 3 - 15    |

## Palmarès
- 1 Tweede Divisie (terzo livello) (2008)